# La Virgen y San Francisco de Asís protegiendo el Mundo de la ira de Cristo

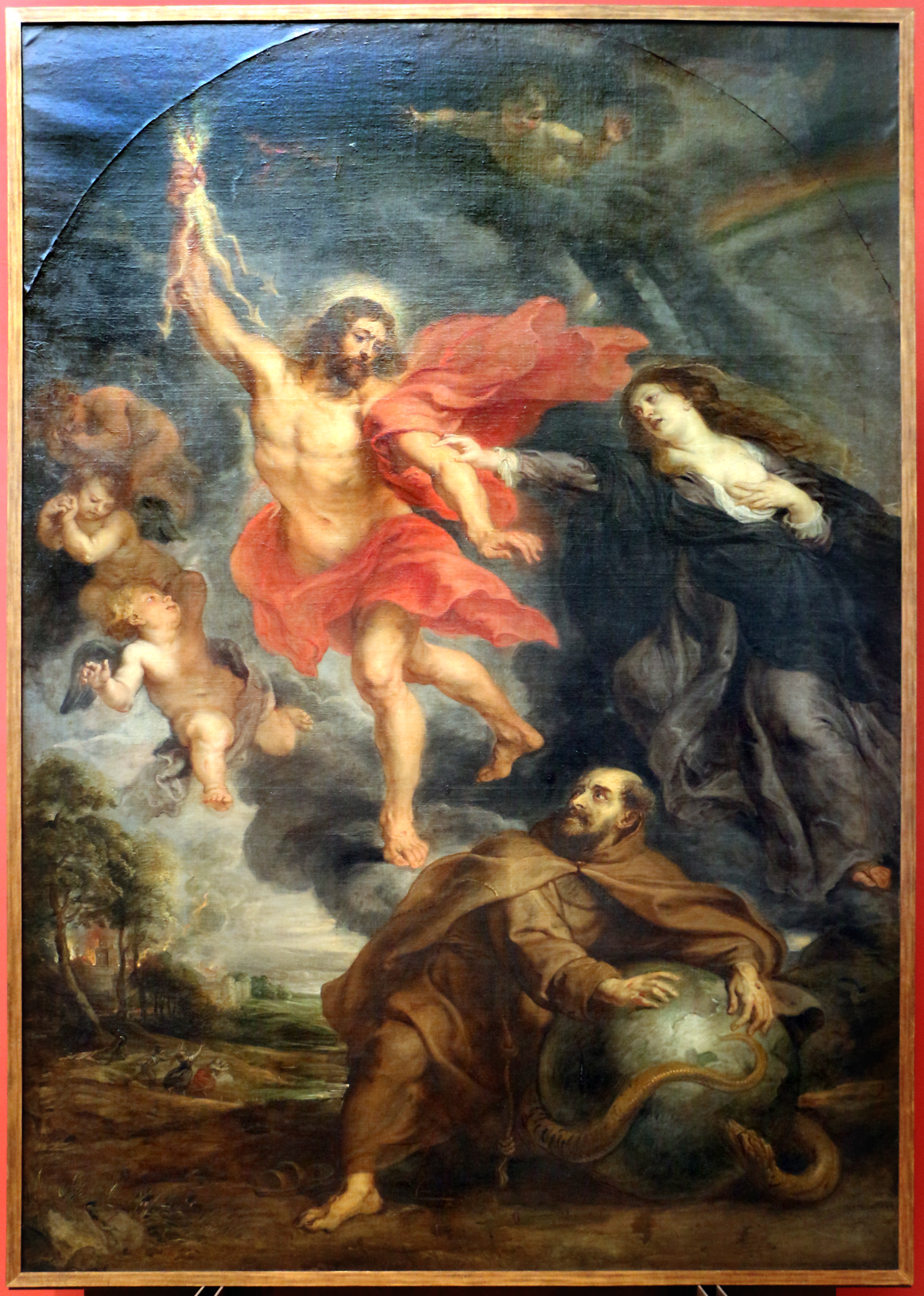
La Virgen y San Francisco protegiendo el Mundo de la ira de Cristo.

La Virgen y San Francisco protegiendo el Mundo de la ira de Cristo es un trabajo alegórico de Pedro Pablo Rubens y su taller. Está vinculado a  Santo Domingo y San Francisco protegiendo el Mundo de la ira de Cristo (Lyon).Se exhibe en los Museos Reales de Bellas Artes de Bélgica en Bruselas.